# Isopsera pedunculata
Isopsera pedunculata är en insektsart som beskrevs av Brunner von Wattenwyl 1878. Isopsera pedunculata ingår i släktet Isopsera och familjen vårtbitare. Inga underarter finns listade i Catalogue of Life.